# Jarosław (Rosja)

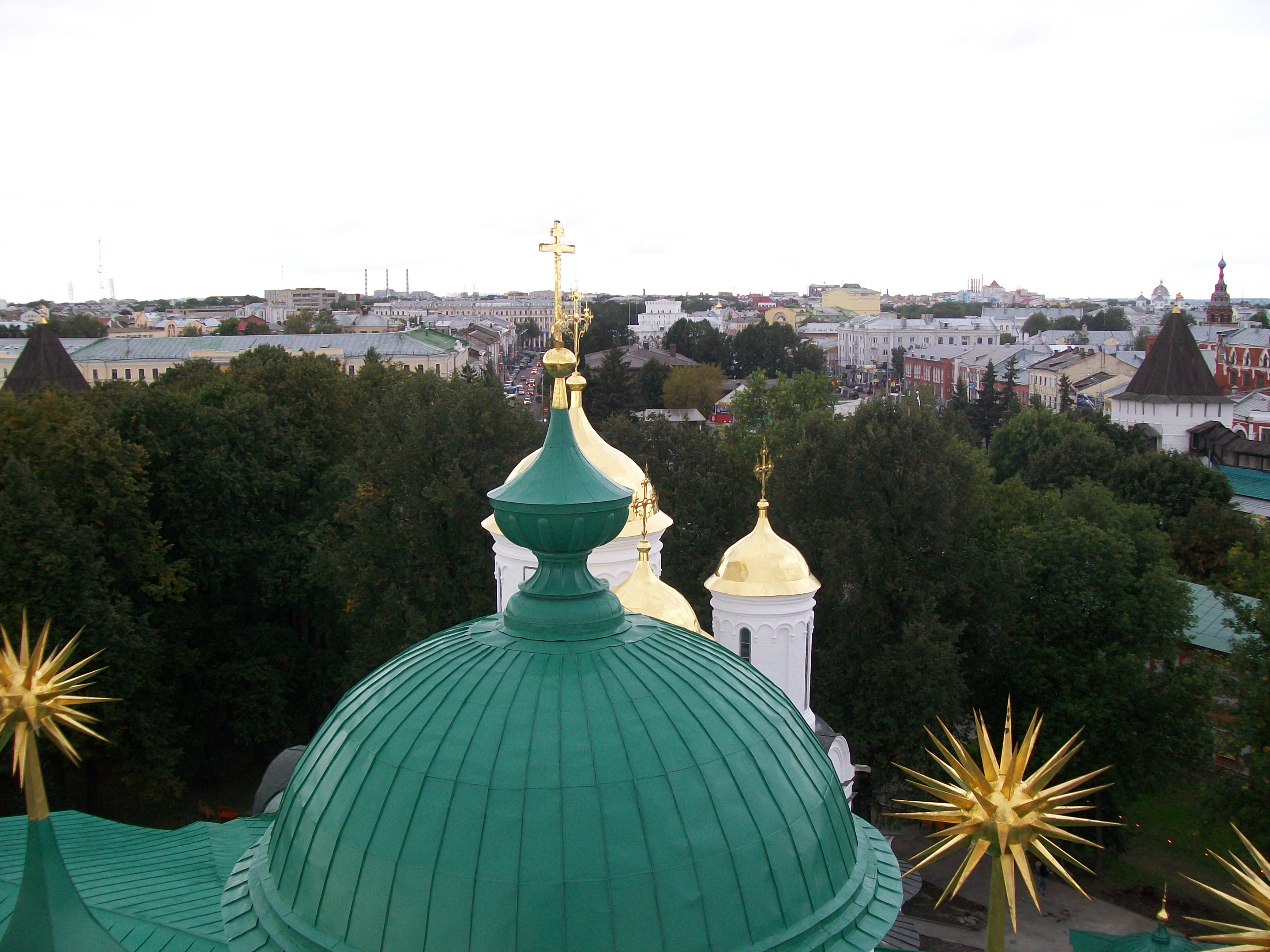
Monaster Przemienienia Pańskiego w Jarosławiu

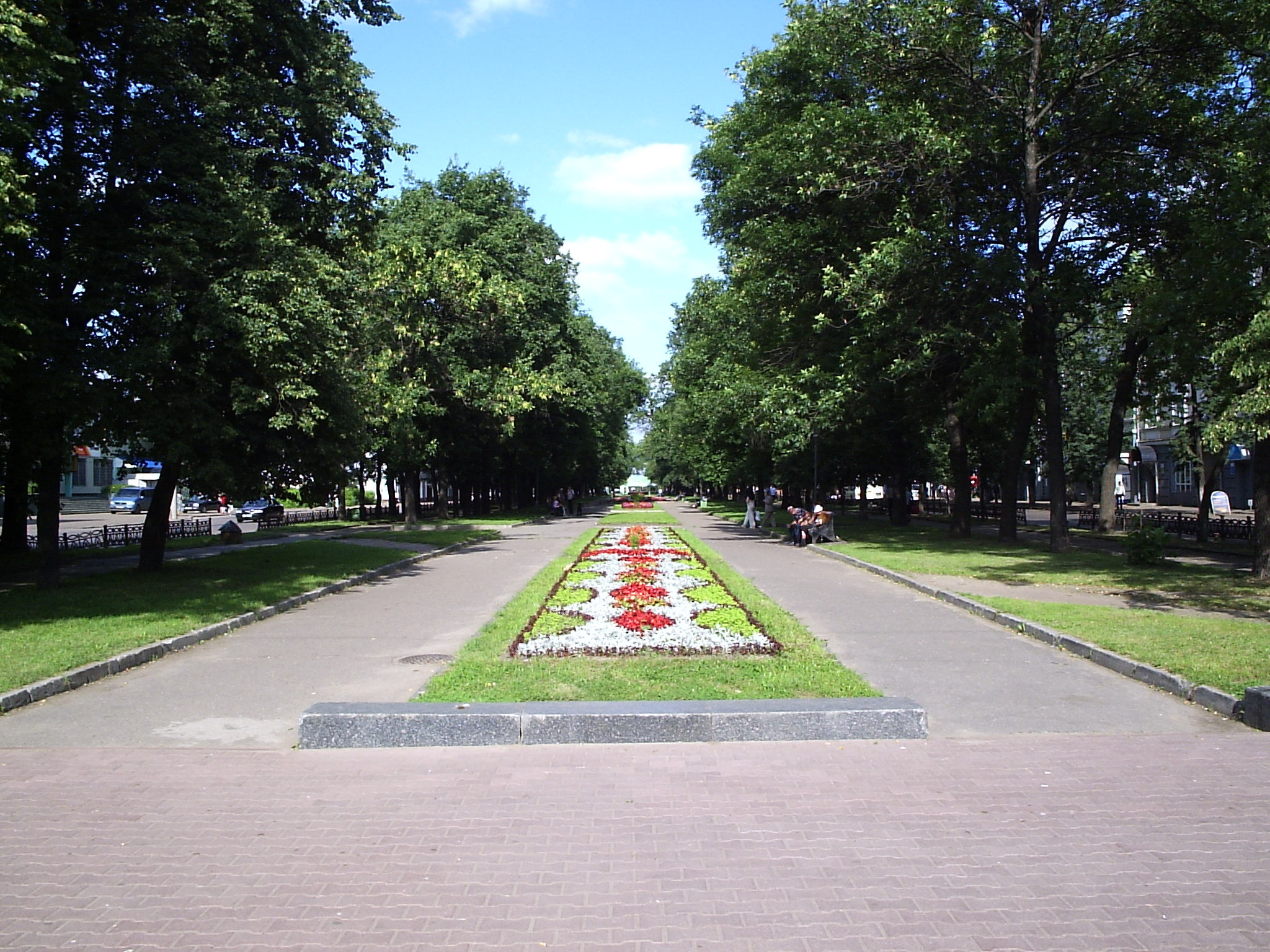
Bulwar na prospekcie Lenina

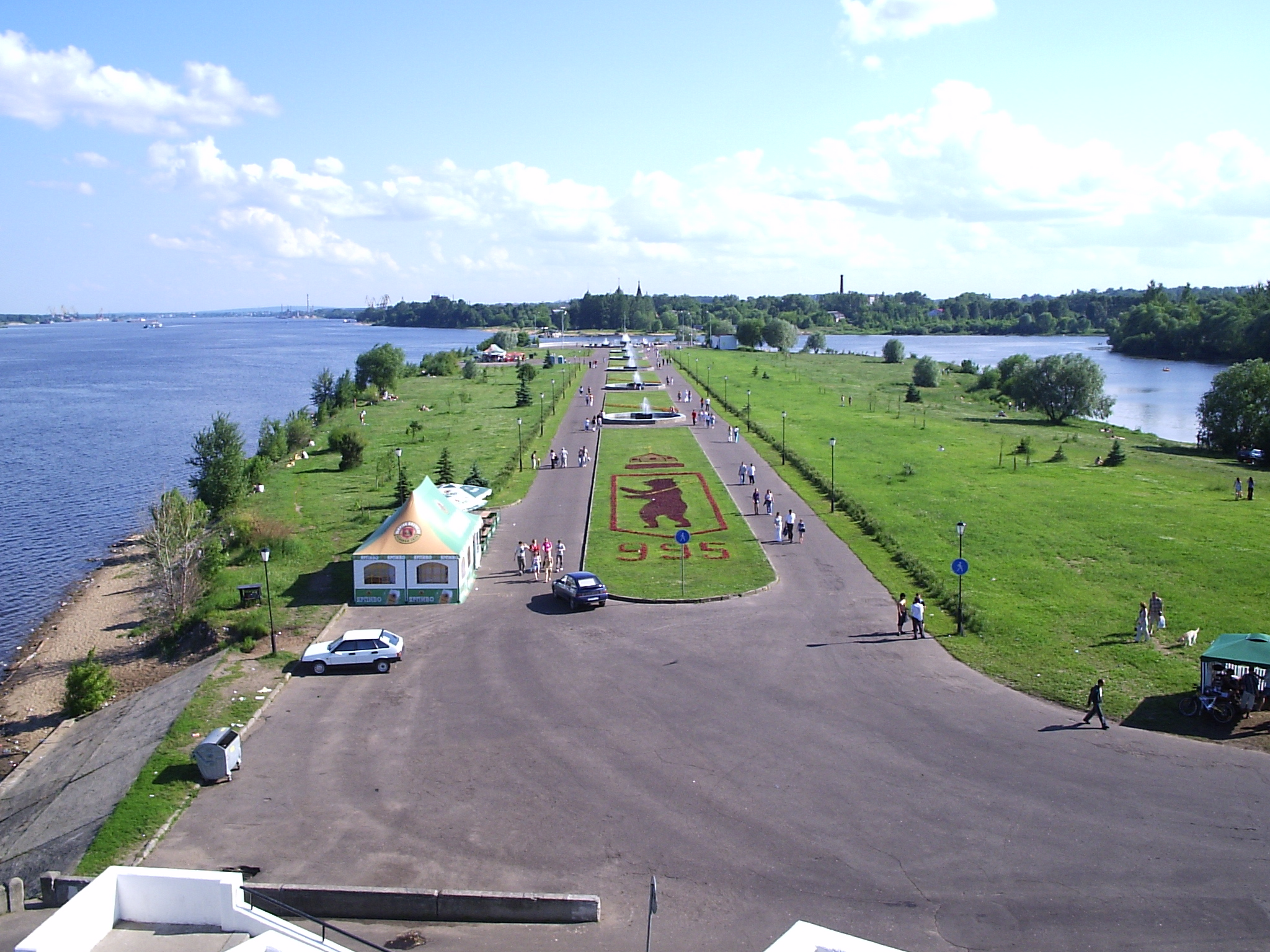
„Strzałka” – miejsce ujścia Kotorośli do Wołgi

Jarosław (ros. Ярославль, Jarosławl) – miasto w Rosji, stolica obwodu jarosławskiego, nad górną Wołgą, położone na Złotym Pierścieniu Rosji, liczące 567 443 mieszkańców (2024). Ważny węzeł kolejowy (ze stacją Jarosławl-Gławnyj), port lotniczy, stocznia rzeczna. Uniwersytet. Zwany „rosyjską Florencją” ze względu na liczbę zabytków.
Zabytkowe centrum miasta zostało wpisane na listę światowego dziedzictwa UNESCO.

## Historia
Gród w Jarosławiu założył około 1010 r. książę Jarosław Mądry. W latach 1027–1463 stolica niezależnego Księstwa Jarosławskiego, które w XV wieku było jednym z poważnych konkurentów Moskwy w walce o dominację nad księstwami ruskimi. W 1463 roku Księstwo Jarosławskie i jego ostatni niezależny władca książę Aleksander Brzuchaty Fiodorowicz (1434–1463) zostało podbite przez władcę Księstwa Moskiewskiego księcia Iwana III Srogiego.
W XVI wieku powstał pierwszy port na Wołdze co spowodowało rozkwit dzięki handlowi. W czasie Wielkiej smuty siedziba rządu moskiewskiego. Od 1708 roku prowincjonalny ośrodek administracyjny. Ważny ośrodek kultury rosyjskiej, w 1750 powstaje teatr, w 1808 liceum prawnicze. Niemal natychmiast po rewolucji październikowej w Piotrogrodzie przeszło pod władzę bolszewików, mających większość w miejscowej radzie robotniczej i żołnierskiej. W lipcu 1918 r. Ludowy Związek Obrony Ojczyzny i Wolności wszczął w Jarosławiu antybolszewickie powstanie, które zostało po dwóch tygodniach stłumione przy ogromnych zniszczeniach zabudowy miejskiej. Od 1919 roku miasto obwodowe.

## Zabytki
- Monaster Przemienienia Pańskiego z XII wieku
  - Sobór Przemienienia Pańskiego z XVI wieku
  - Cerkiew klasycystyczna z 1831 r.
  - Dzwonnica
  - Święte wrota z 1516 roku
  - Baszta Uglicka z 1635 roku
  - Baszta Michajłowska z 1803 roku
  - Baszta Bogorodska
- Cerkiew św. Eliasza z 1650 r.
- Baszta Wołżańska (Arsenał) – zbudowana w latach 1658–1669. W 1840 przebudowana na arsenał
- Baszta Znamieńska z 1659 roku
- Cerkiew Jana Chrzciciela w Tołczkowie z 1671 r.
- Cerkiew Wspomnienia Świętych Drzew Krzyża Pańskiego z 1672
- Cerkiew Fiodorowskiej Ikony Matki Bożej z 1687 r.
- zespół cerkwi w Korownikach: cerkiew św. Jana Chryzostoma i cerkiew Włodzimierskiej Ikony Matki Bożej
- Cerkiew Objawienia Pańskiego
- Cerkiew św. Mikołaja Mokrego
- Cerkiew św. Mikołaja Nadieina
- Monaster Kazańskiej Ikony Matki Bożej
- monaster Świętych Cyryla i Atanazego
- Sobór Zaśnięcia Matki Bożej (zbudowany w nowej formie w 2004 roku na miejscu cerkwi z XVI wieku)
- Pałac metropolity z XVII wieku
- Liczne budowle barokowe, klasycystyczne i eklektyczne
- XIX-wieczne klasycystyczne hale targowe
- Dom byłego Towarzystwa Lekarzy
- Rotunda i fragmenty byłego krytego rynku
- Osobny artykuł: Cerkwie w Jarosławiu (Rosja).

## Gospodarka
W mieście rozwinął się przemysł maszynowy, metalowy, chemiczny, elektrotechniczny, włókienniczy, obuwniczy, odzieżowy, spożywczy oraz rafineryjny.

## Galeria

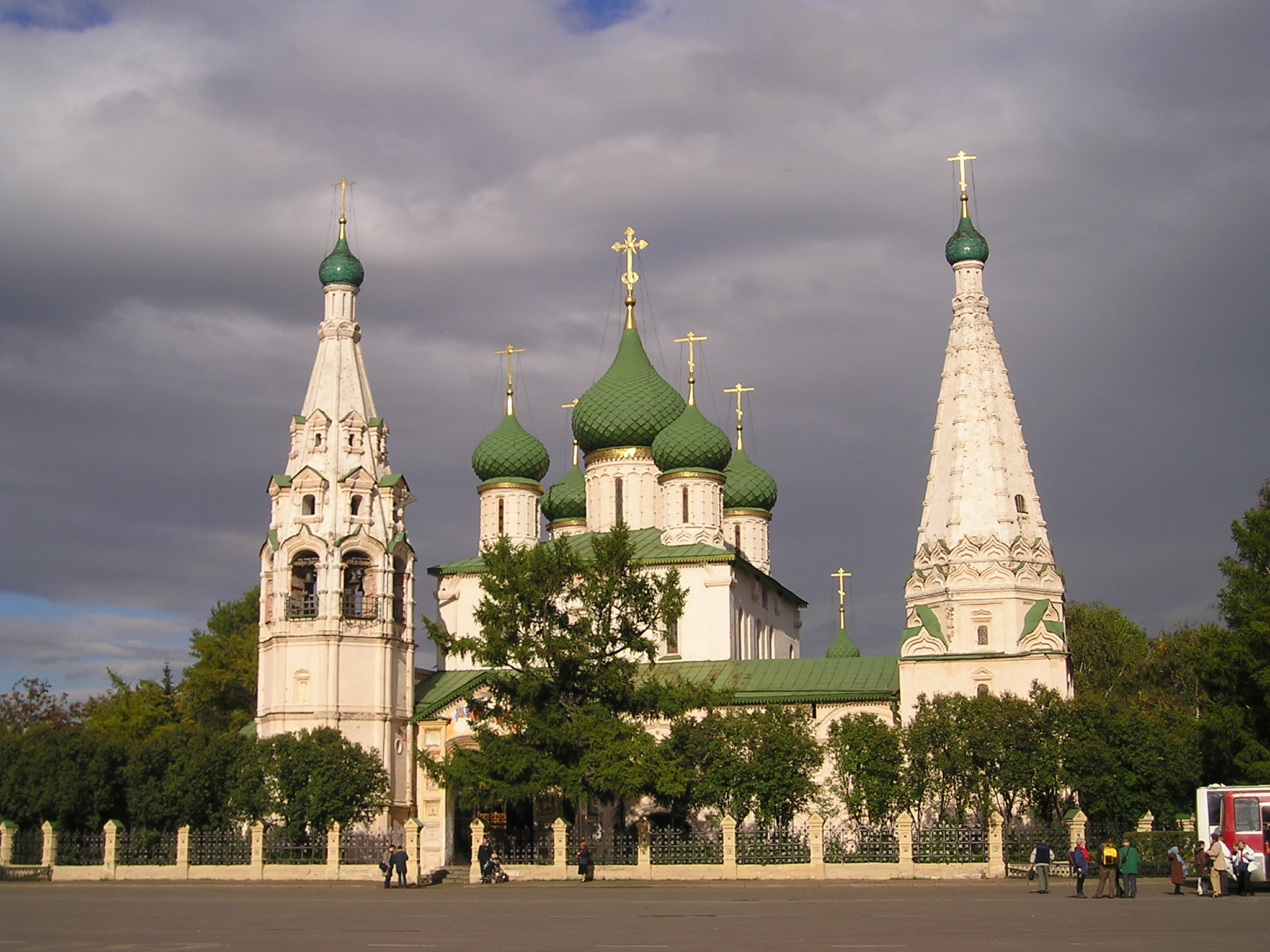
Cerkiew św. Eliasza
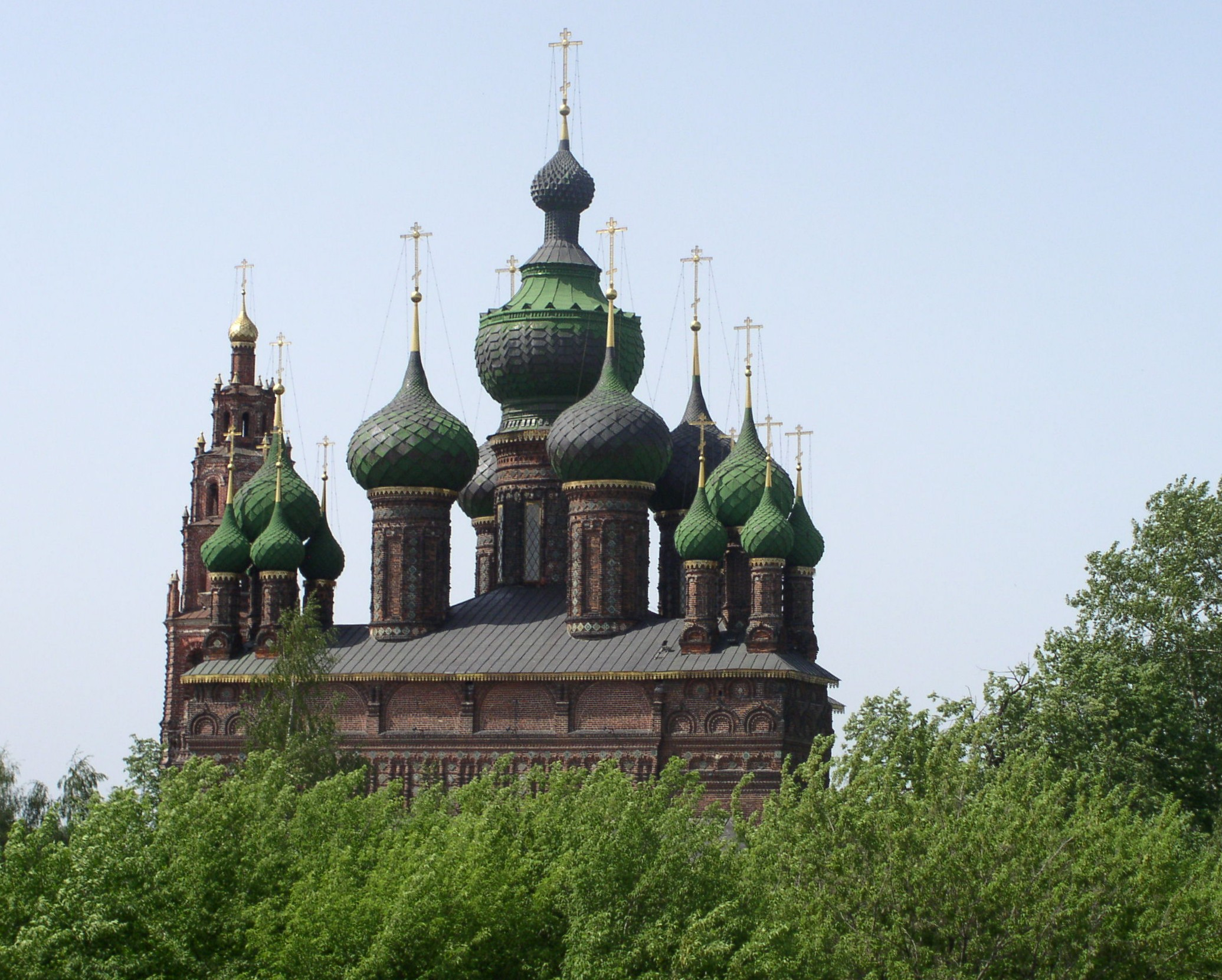
Cerkiew św. Jana
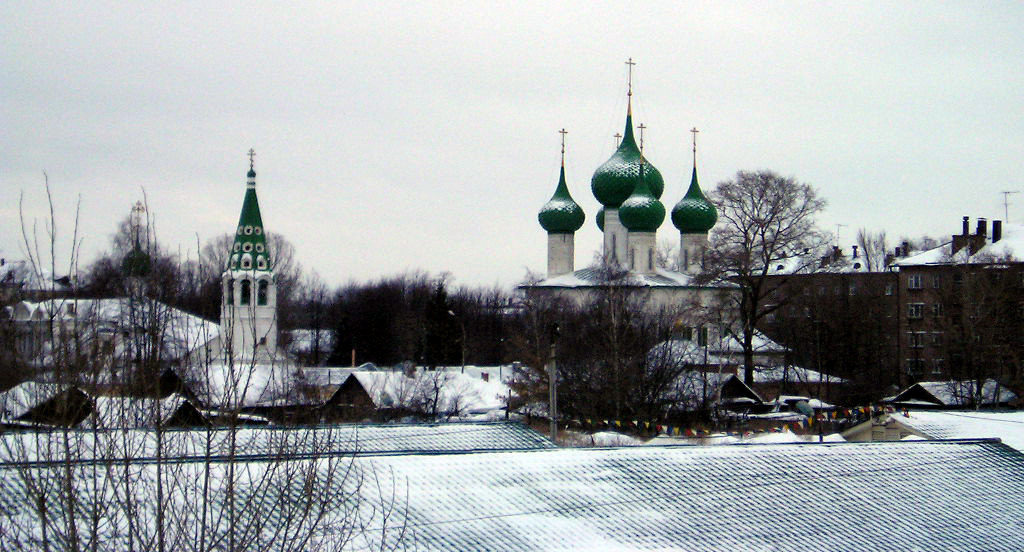
Cerkiew Fiodorowskiej Ikony Matki Bożej
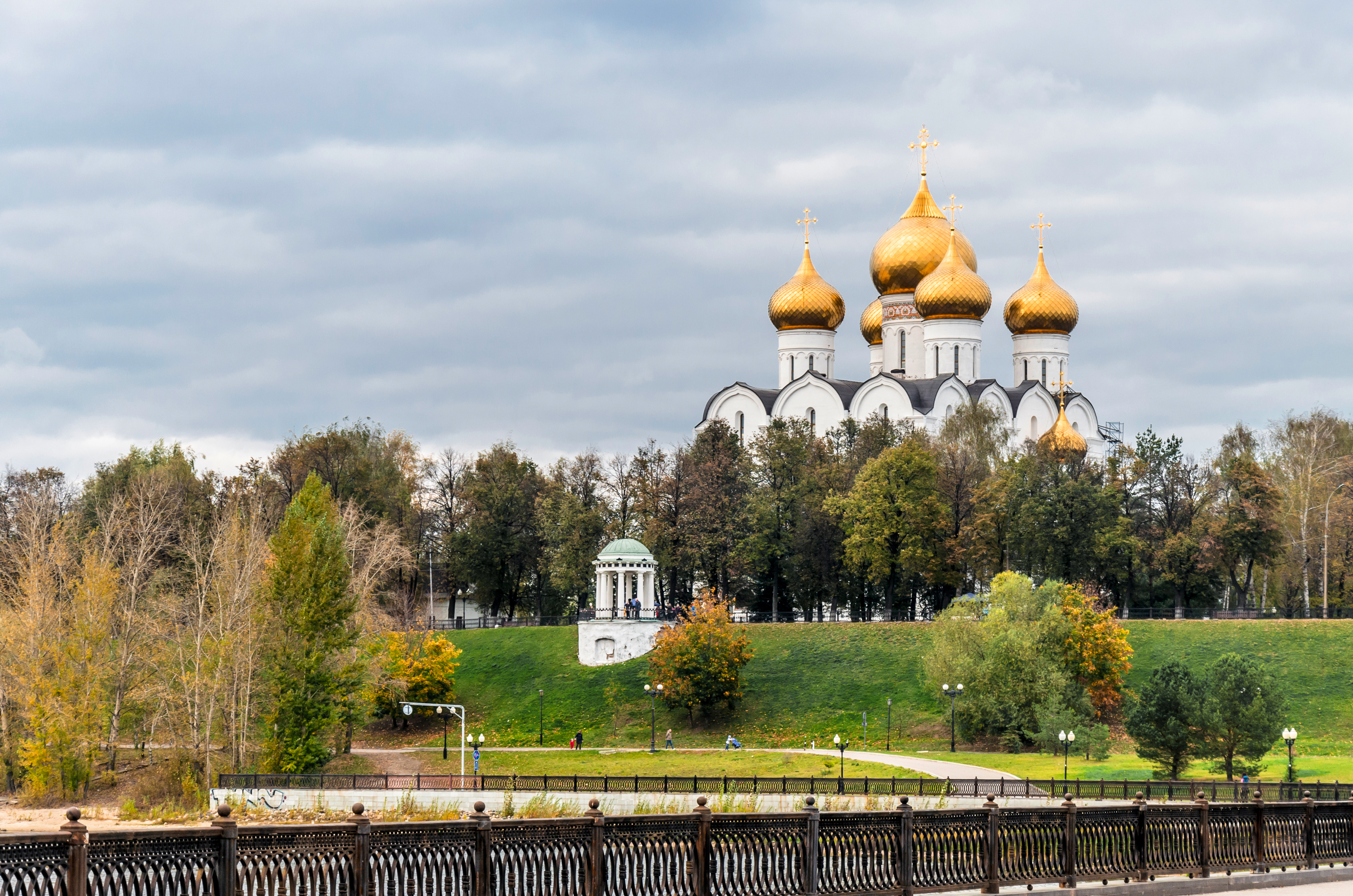
Sobór Zaśnięcia Matki Bożej w Jarosławiu
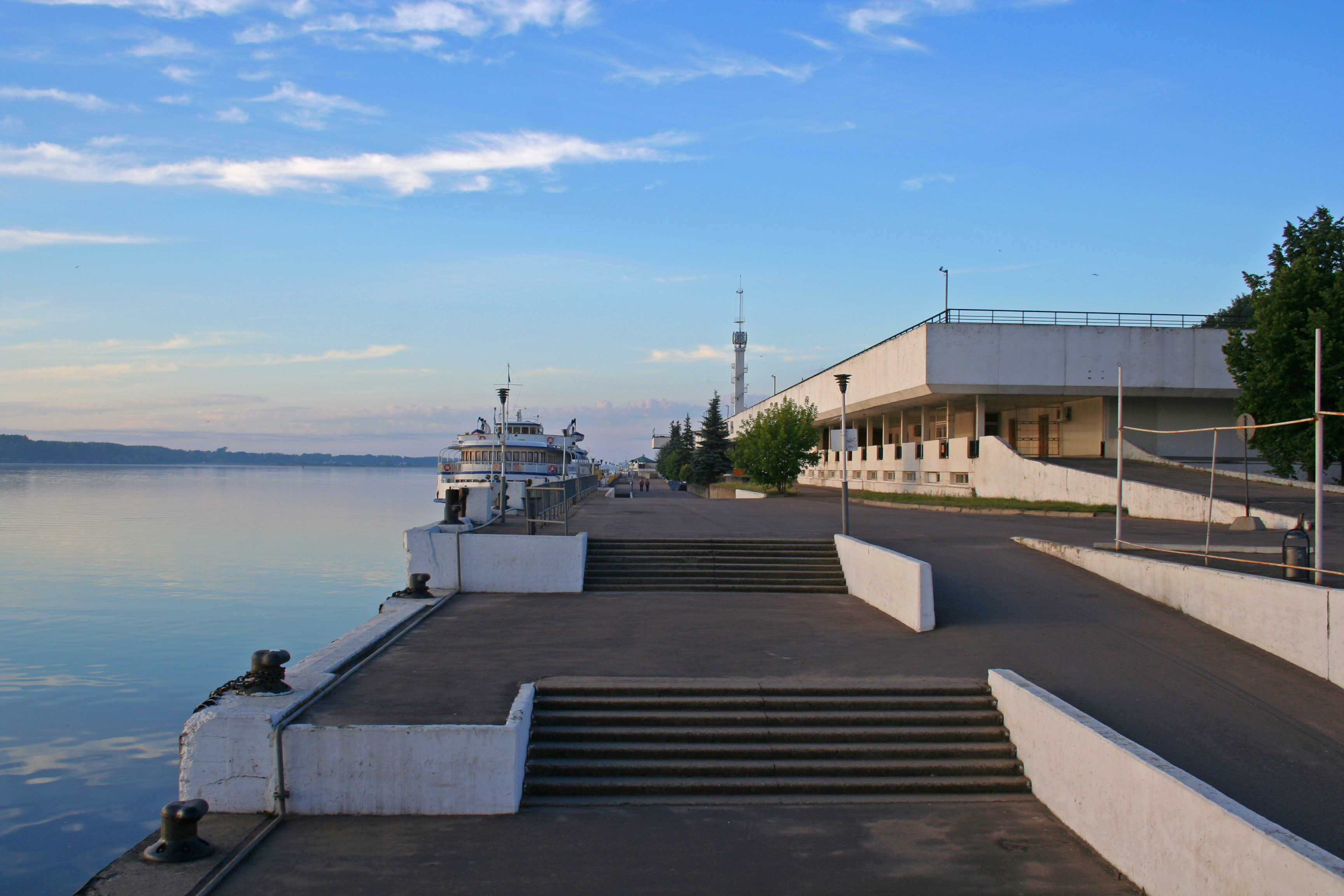
Port nad Wołgą
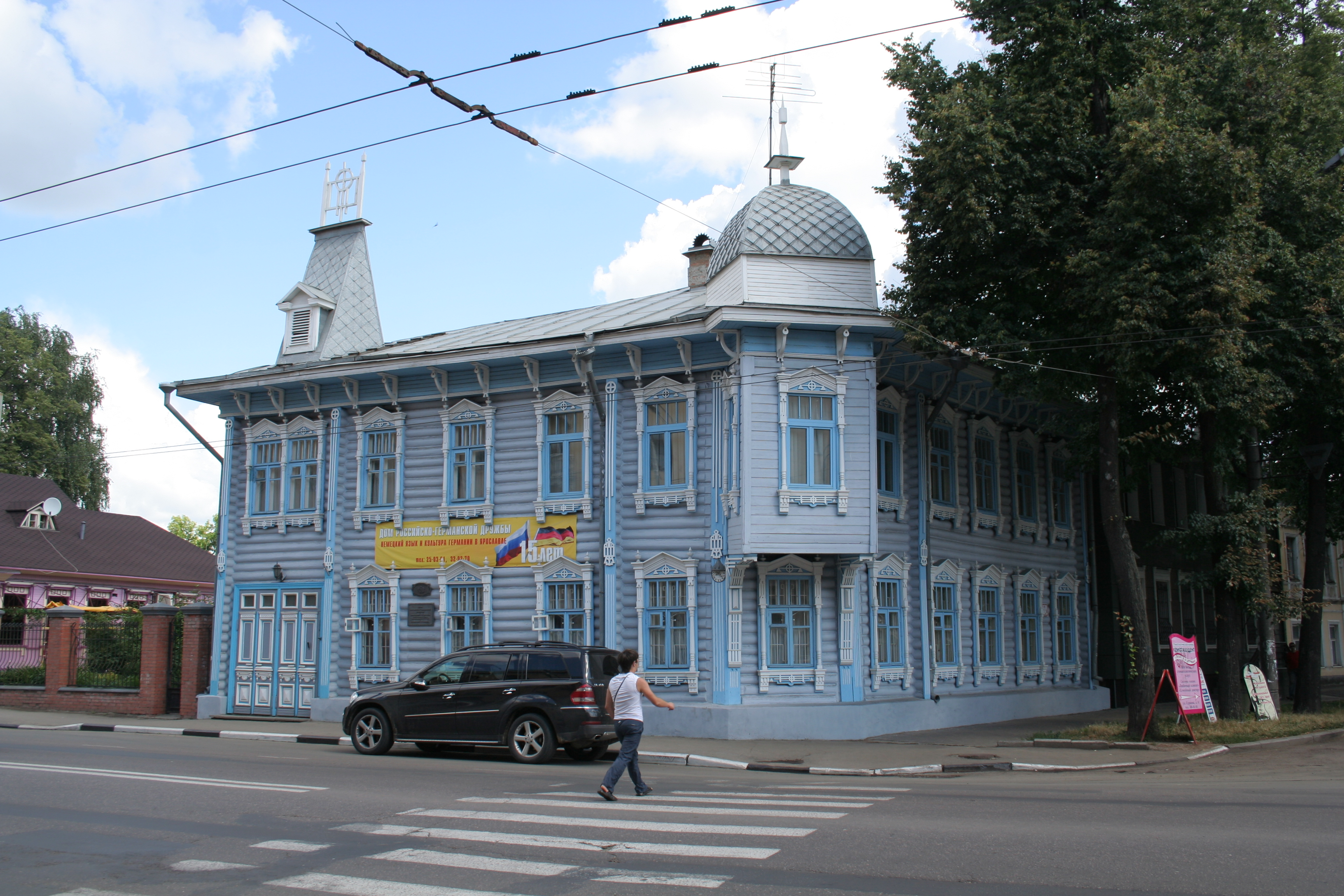
Dom przyjaźni niemiecko-rosyjskiej
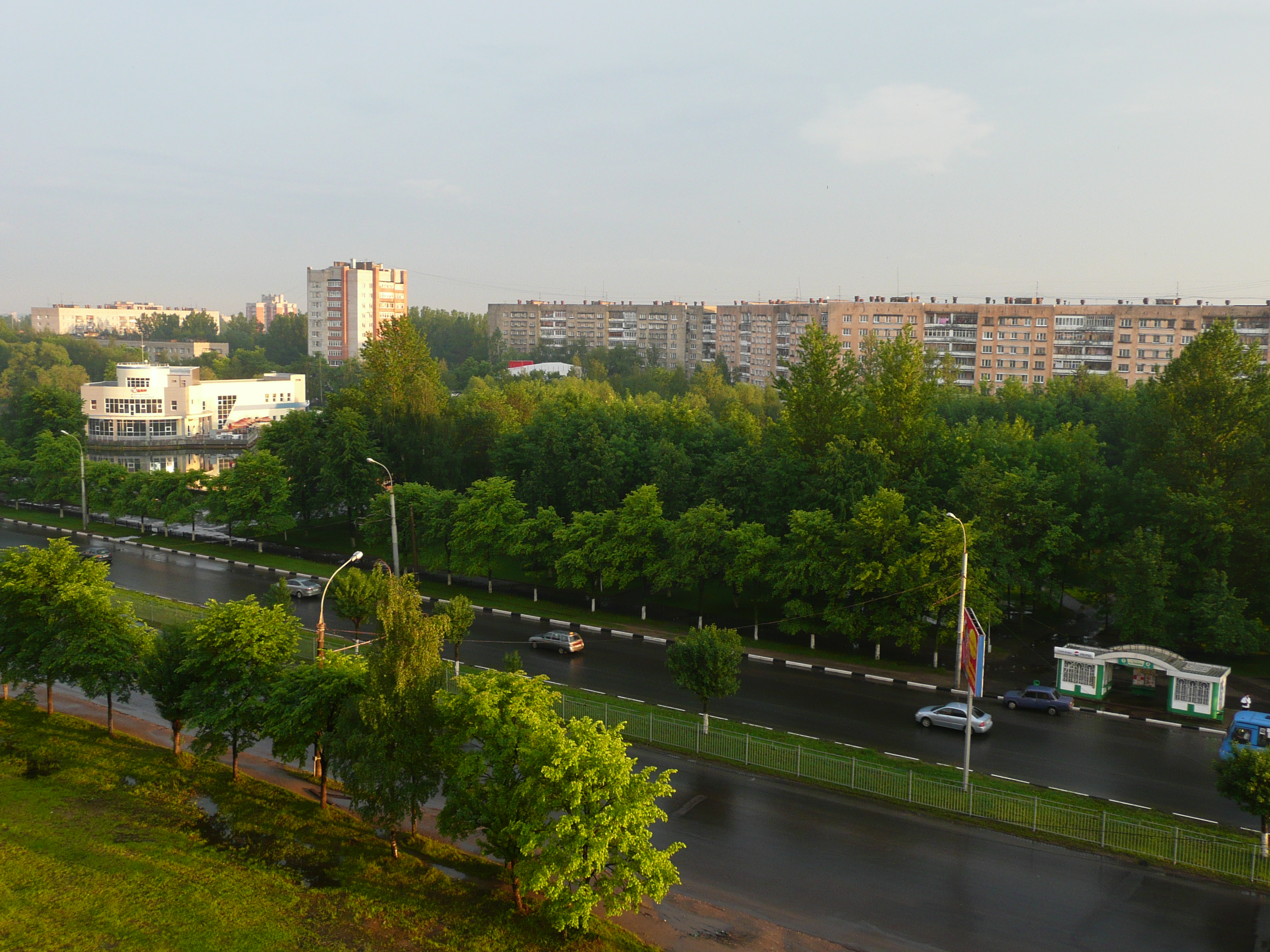
Park przy ul. Lenina

## Muzea
- Państwowe Muzeum Historii i Architektury
- Państwowe Muzeum Sztuki

## Pomniki
- Pomnik Jarosława Mądrego
- Pomnik Włodzimierza Lenina
- Pomnik Karola Marksa
- Pomnik N. Niekrasowa
- Pomnik F. Wołkowa
- Pomnik Bojowników Rewolucji

## Sport
- Dinamo Jarosław – klub piłkarski
- Jarosławicz – klub piłki siatkowej mężczyzn
- Łokomotiw Jarosław – klub hokejowy
- Szynnik Jarosław – klub piłkarski

## Wojsko
W mieście znajduje się filia Wojskowej Akademii Kosmicznej im. A.F. Możajskiego. W 2013 filia przyjęła 958 nowych słuchaczy.

## Katastrofa lotu Jak Sierwis 9633
Katastrofa lotu Jak Sierwis 9633 wydarzyła się 7 września 2011 roku. Był to lot czarterowy z Jarosława do Mińska, który obsługiwał Jakowlew Jak-42D. Samolotem podróżowała rosyjska drużyna hokeja na lodzie Łokomotiw Jarosław. Maszyna rozbiła się ok. 500 m po starcie. Spośród 45 osób na pokładzie, 43 zginęły na miejscu (wszyscy zawodnicy klubu, sztab szkoleniowy i medyczno-techniczny oraz załoga samolotu), a dwie zostały ciężko ranne, z których jedna zmarła w szpitalu.

## Miasta partnerskie
- Burlington, Stany Zjednoczone
- Coimbra, Portugalia
- Exeter, Wielka Brytania
- Hanau, Niemcy
- Jyväskylä, Finlandia
- Kassel, Niemcy
- Poitiers, Francja